# AXR
AXR, siglas de Arbitrary XML Rendering (Renderizado de XML Arbitrario), es un lenguaje de marcado que está siendo desarrollado como alternativa a los ya existentes para la elaboración de páginas web.